# هوغو غولدشميت
هوغو غولدشميت (بالألمانية: Hugo Goldschmidt)‏ (و. 1859 – 1920 م) هو كاتب، وعالم موسيقى ألماني، ولد في فروتسواف، توفي في فيسبادن، عن عمر يناهز 61 عاماً.